# Jean Schwartz
Jean Schwartz (*  4. November 1878 in Budapest, Ungarn, Österreich-Ungarn; † 30. November 1956 in Sherman Oaks, Los Angeles, Kalifornien, Vereinigte Staaten) war ein US-amerikanischer Komponist und Lieddichter. Bekannt wurde er in der Tin Pan Alley mit Hits wie Chinatown, My Chinatown und Rock-a-Bye Your Baby with a Dixie Melody. Er arbeitete oft mit William Jerome zusammen. 1970 wurde er posthum in die Songwriters Hall of Fame aufgenommen.

## Leben

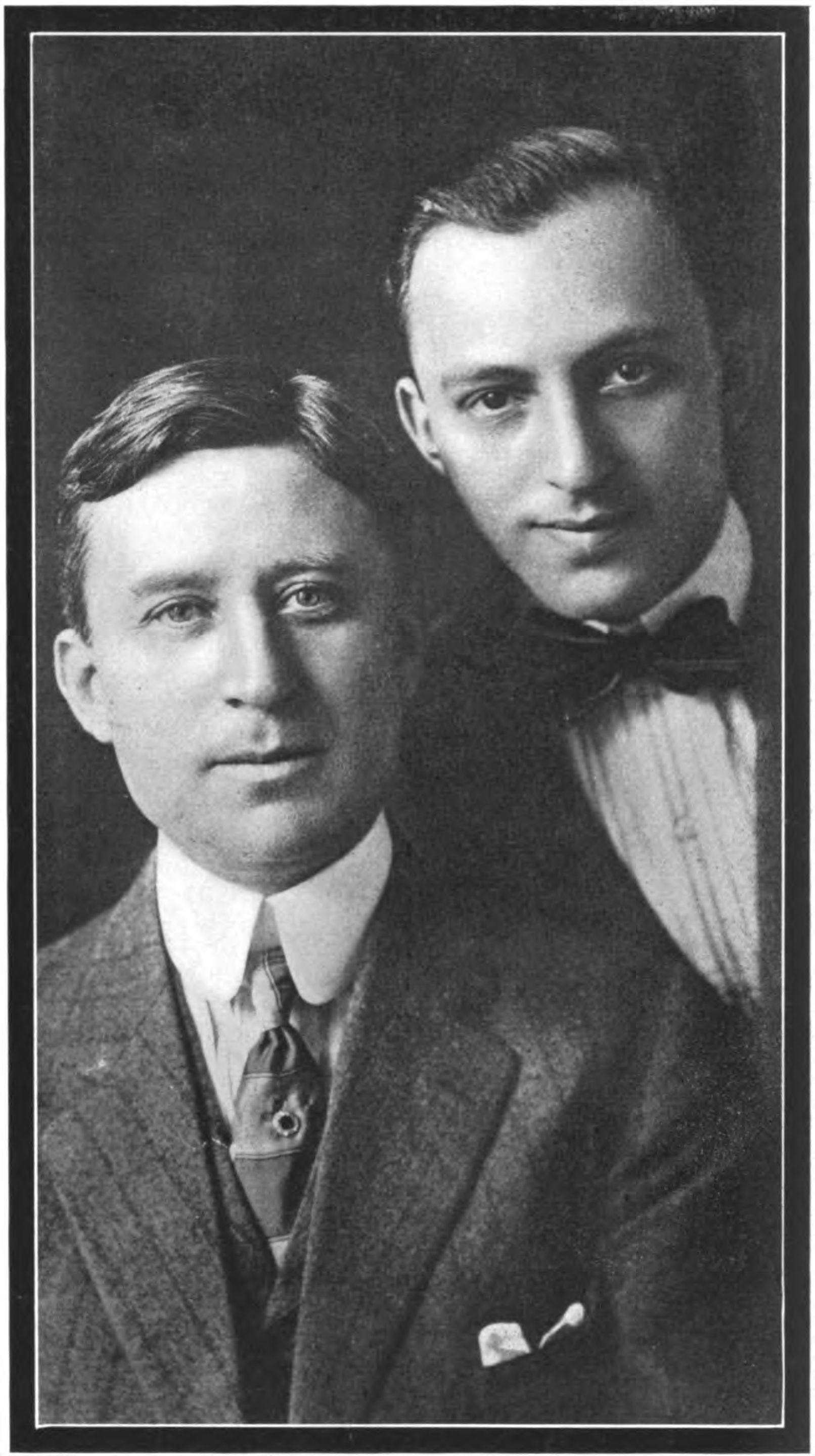
William Jerome (links) und Jean Schwartz (rechts) 1909

### Frühes Leben, Ausbildung und frühe berufliche Einflüsse
Jean Schwartz wurde in Budapest geboren und zog 1891 im Alter von dreizehn Jahren mit seiner Familie nach New York City in die Vereinigten Staaten. Seine Schwester studierte bei Franz Liszt und gab ihm den ersten Klavierunterricht. Jean Schwartz begann als Bürogehilfe in einer Zigarrenfabrik, wo er durch den theaterbegeisterten Buchhalter Leon Friedman erstmals vom Broadway hörte. Später arbeitete er als Nachtkassierer in einem türkischen Bad, wo er viele Broadway-Persönlichkeiten kennenlernte, was sein Interesse an der Bühne weiter entfachte. Er wurde Pianist in einem Orchester in Coney Island, was ihm erste praktische Erfahrungen als Musiker verschaffte.

### Beginn der Tätigkeit in der Tin Pan Alley
Jean Schwartz begann seine Karriere in der Tin Pan Alley als Song Plugger. In dieser Rolle, die er in der Musikabteilung des Kaufhauses Siegel-Cooper übernahm, präsentierte er neue Lieder am Klavier, um den Verkauf von Notenblättern zu fördern. Siegel-Cooper war das erste Kaufhaus in New York, das einen speziellen Verkaufstresen für Notenblätter einführte. 1899, während der Tätigkeit bei Siegel-Cooper,  komponierte er sein Stück, das veröffentlicht wurde, den Dusky Dudes' Cake Walk. Dieser Schritt markierte den Beginn seiner Karriere als Komponist. Später trat er  der Musikverlagsfirma Shapiro, Bernstein & Von Tilzer bei, wo er als Staff-Pianist und Song Plugger arbeitete. Auch hier bestand seine Aufgabe darin, neue Lieder in Musikgeschäften und Theatern zu präsentieren und zu bewerben, um den Verkauf von Notenblättern zu fördern.

### Erfolge in der Tin Pan Alley und am Broadway
1901 wechselte er als Pianist zur Bühne der Weber & Fields Music Hall, wo er zur Atmosphäre der Show Hoity-Toity beitrug. Dieser Wechsel bedeutete seinen Übergang von einer Tätigkeit im Einzelhandel hin zur Arbeit in Theaterproduktionen. Im selben Jahr gründeten Jean Schwartz und William Jerome eines der erfolgreichsten Songwriter-Teams der Tin Pan Alley. Ihr erster großer Erfolg war der Coon Song When Mr. Shakespeare Comes to Town, das in der Show Hoity-Toity aufgenommen wurde. Ein Coon Song war ein Musikgenre in den USA Ende des 19. und Anfang des 20. Jahrhunderts, das abwertende rassistische Stereotypen über Afroamerikaner darstellte. Diese Lieder waren damals sehr populär, gelten heute jedoch als rassistisch und anstößig. In den folgenden 15 Jahren waren ihre Namen auf zahlreichen populären Notenblättern und Theaterankündigungen landesweit präsent. Das Songwriter-Team verkaufte erfolgreich Novelty Songs wie Rip Van Winkle Was a Lucky Man oder Bedelia (The Irish Coon Song Serenade). Letzterer verkaufte sich über drei Millionen Mal als Notenblatt und war ein bedeutender kommerzieller Erfolg. Zu Beginn ihrer Zusammenarbeit spezialisierten sie sich auf Comedy-Songs, die in Theatern, in denen bekannte Künstler wie Eddie Foy senior, Harry Bulger und Thomas Q. Seabrook auftraten, populär waren. Außerdem schrieben sie irische Lieder, die von Blanche Ring aufgeführt wurden. Das Team schrieb auch komplette Partituren für Musical-Komödien, die am Broadway und auf Tourneen erfolgreich waren. Zu ihren bekanntesten Erfolgen zählen das Musical Piff Paff Pouf aus dem Jahr 1904, das ein Jahr im New York Casino lief, und The Ham Tree. Viele von Schwartz' Songs wurden in Broadway-Shows anderer Komponisten verwendet.
1904 veröffentlichte Schwartz, inspiriert von Marie Curie, den Radium Song. 1906 schrieben Schwartz und Jerome ihren größten Hit, Chinatown, My Chinatown, der 1910 verlegt wurde. 1908 kehrte  Schwartz zum Ragtime zurück und hatte großen Erfolg mit The Whitewash Man, einem bedeutender Rag, der maßgeblich zur Popularität des Genres beitrug. 1910 folgten weitere Erfolge mit den Instrumentalstücken Black Beauty Rag und The Pop Corn Man.
Er begleitete in Vaudeville-Shows als Pianist die ebenfalls aus Ungarn stammenden Dolly Sisters, von denen er Rosika Dolly heiratete.
Vor dem Ersten Weltkrieg betrieben Schwartz und William Jerome mehrere Jahre lang ihren eigenen Musikverlag, bevor sie ihre Partnerschaft auflösten. Nach der Auflösung setzte Jean Schwartz seine Karriere am New York Winter Garden fort. Dort schrieb er die Musik für Produktionen wie The Honeymoon Express und Make It Snappy und arbeitete an Passing Shows sowie Shubert-Revuen mit Sigmund Romberg. In dieser Zeit entstanden seine bekannten Lieder Hello, Central, Give Me No Man's Land und Rock-a-Bye Your Baby with a Dixie Melody, die von Al Jolson in der Show Sinbad  populär gemacht wurden. Die Texte stammten von den erfahrenen Textern Joe Young und Sam M. Lewis 1930 zog sich Schwartz nach Kalifornien zurück, nachdem er sich mit dem Song Au Revoir, Pleasant Dreams vom Broadway verabschiedet hatte.

### Spätere Karriere und Auszeichnungen
In den 1920er Jahren war Schwartz weiterhin erfolgreich am Broadway und setzte seine Songwriter-Karriere bis in die 1930er Jahre fort. In den 1930ern war er Teil der Revue Songwriters on Parade, die in Seebädern der Ostküste tourte. Später zog sich Schwartz nach Kalifornien zurück, nachdem er sich mit dem Song Au Revoir, Pleasant Dreams vom Broadway verabschiedet hatte.
1970 wurde Jean Schwarzt posthum in die Songwriters Hall of Fame aufgenommen.

## Werke (Auswahl)

### Musicals
- Piff, Paff, Pouf (1904)

### Weitere Kompositionen
- Don't Put Me Off at Buffalo Any More (1901) – Früher Erfolg, in Zusammenarbeit mit William Jerome.

- Hamlet Was a Melancholy Dane (1902) – Humorvoller Song, vorgestellt von Eddie Foy.
- Bedelia (1903) – Erfolgreicher Novelty Song, gesungen von Blanche Ring.
- Radium Song (1904) – Vom Erfolg Marie Curies inspirierter Song.
- My Irish Molly-O (1905) – Erfolgreicher Song, ebenfalls von Blanche Ring gesungen.
- The Whitewash Man
- Black Beauty Rag
- That Chop Stick Rag
- Chinatown, My Chinatown (1910) – Hit aus der Tin Pan Alley, geschrieben mit William Jerome.
- Hello Central! Give Me No Man's Land
- Rock-a-Bye Your Baby with a Dixie Melody (1918) – Berühmter Song, gesungen von Al Jolson, geschrieben mit Sam M. Lewis und Joe Young.
- Trust in Me (1937) – Später Erfolg, geschrieben mit Milton Ager.